# Canal 2 (Cali)
Canal 2 es un canal de televisión abierta colombiano con cobertura local en el que cubre a la ciudad de Cali y su área metropolitana y los municipios vecinos. Es propiedad de la Corporación Civica Daniel Gillard (CECAN) y operado por Global TV.
Se ha hecho popular en internet, por el cubrimiento de las Protestas en Colombia de 2021, por el periodista José Alberto Tejada.

## Historia
Inició sus transmisiones en 2005.

## Programación
Su programación se enfoca en periodismo, entretenimiento, cultura y educación.